# Heteronebo nibujon
Espèce
Heteronebo nibujon est une espèce de scorpions de la famille des Diplocentridae.

## Distribution
Cette espèce est endémique de Cuba. Elle se rencontre dans les provinces de Guantánamo et de Holguín.

## Description
Les mâles mesurent de 25,5 à 29,9 mm et les femelles de 25,6 à 30,7 mm.

## Étymologie
Son nom d'espèce lui a été donné en référence au lieu de sa découverte, Nibujón.

## Publication originale
- Armas, 1984 : Escorpiones del Archipelago Cubano. VII. Adiciones y enmiendas (Scorpiones: Buthidae, Diplocentridae). Poeyana, no 275, p. 1-37.